# 瀬田東ジャンクション
瀬田東ジャンクション （せたひがしジャンクション）は、滋賀県大津市の、京滋バイパス有料部の宇治・大阪方面と、名神高速道路の名古屋方面を接続するジャンクションである。

## 概要
名神高速道路の上り線から京滋バイパスの下り線（宇治方面行き）、京滋バイパスの上り線から名神高速道路の下り線（京都方面行き）へは利用することができないハーフJCTとなっている。
京滋バイパスが名神高速道路のバイパス、さらに新名神高速道路全線開通までの代替路線として位置づけられたことで交通の要衝となった。また第二京阪道路の開通に伴い本ジャンクションの重要度がさらに高くなった。
しかし、元々は名神高速道路と単に交差していただけの地域高規格道路である京滋バイパスを交点にて相互に結ぶジャンクションとしたため国道1号草津市方面が本線となっており、ランプの線形が極めて悪く、特に京滋バイパスから名神高速道路への連絡がボトルネックとなっている。そのため、休日や名神高速が通行止めとなった際には、名神の渋滞と合わせて京滋バイパスで当ジャンクションを先頭とした渋滞が多発していた。
高速道路機構の業務実施計画P112～114に平成23年度末までに瀬田東JCTを改良工事する旨のことが記載されている。2011年の名神集中工事期間中の交通混雑緩和対策として、京滋バイパスから名神高速道路への流出部分が1車線から2車線に拡幅され、その後も2車線のまま継続運用されているが、依然として曲線半径の小さい300度ループによって大幅な減速（制限速度40km/h）を強いられる。ただし、拡幅後は京滋バイパス上り線の渋滞の先頭は宇治トンネルに移動している。
京滋バイパス宇治方面から直進すると、瀬田東IC料金所を経て一般道（京滋バイパス一般道の部）となり草津市矢倉にて従来の国道1号に合流する。

## 接続している道路

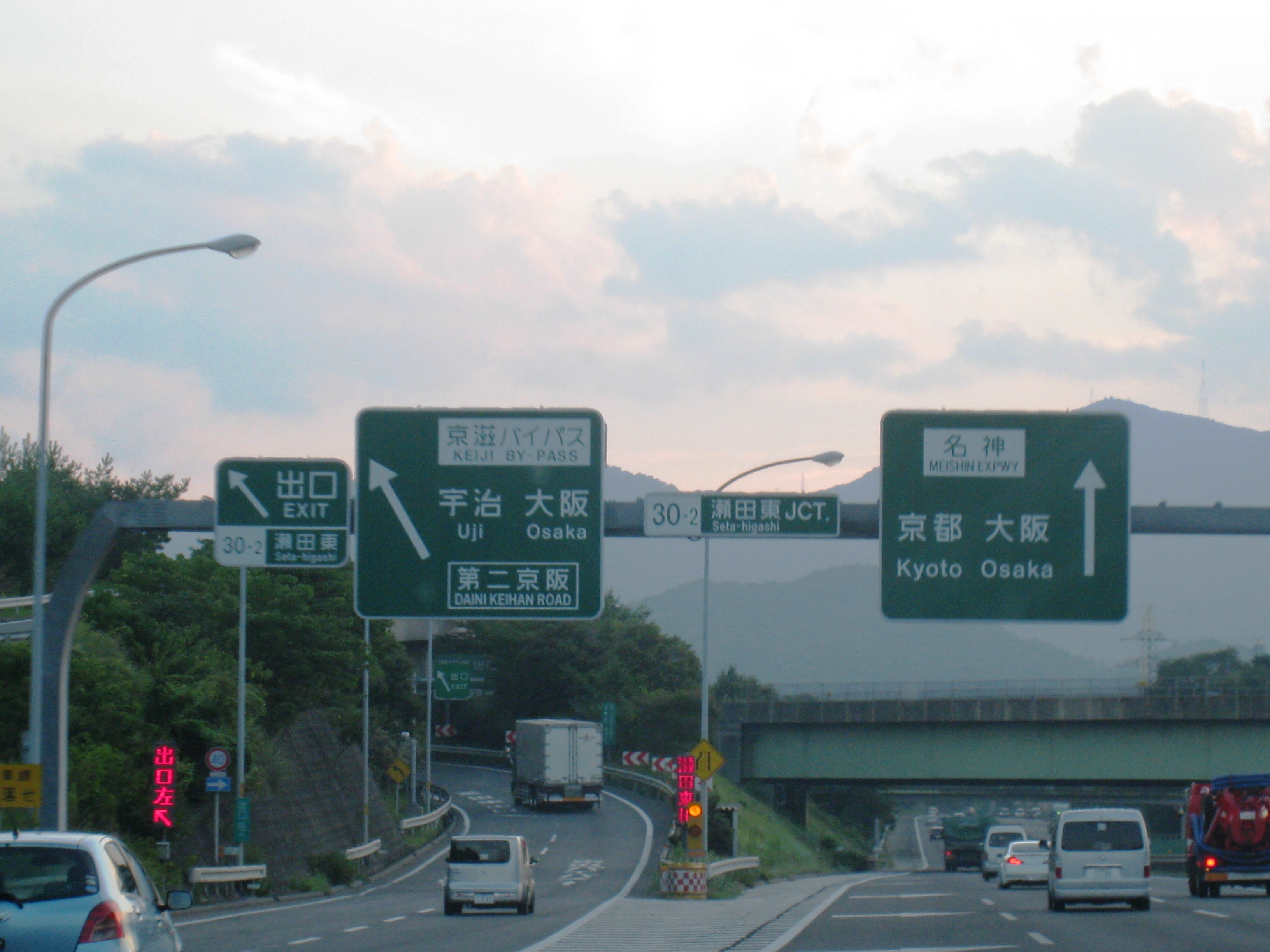
名神高速道路下り線から京滋バイパスの分岐点（2008年撮影）

- E1 名神高速道路（30-2番）
- E88 京滋バイパス

## 隣
E1 名神高速道路
(30-1) 草津JCT - 草津PA - (30-2) 瀬田東JCT/瀬田東IC - （(30-2) 瀬田西IC） - (31) 大津IC/SA
瀬田西ICは京都方面からのハーフインターチェンジのため、京都方面の次のICは大津ICとなる。
E88 京滋バイパス
（一般部国道1号バイパス）- (30-2) 瀬田東JCT/瀬田東IC - （(1) 石山IC） - (2) 南郷IC
石山ICは宇治方面からのハーフインターチェンジのため、宇治方面の次のICは南郷ICとなる。